# Mireille Hartmann Hibon
Mireille Hartmann, née le 8 avril 1942 à Paris 15e et morte le 18 septembre 2013 à Rueil-Malmaison, est enseignante en école maternelle et élémentaire. Elle a mis en œuvre une pédagogie dite «de l’émerveillement», tournée vers l’astronomie, les sciences expérimentales, ainsi que la géométrie des anciens bâtisseurs.

## Parcours
Elle est institutrice de 1960 à 1997. De 1979 à 1997, elle est en poste à l’école maternelle « Les Charmettes » au Vésinet (Yvelines). Particularité de l’école, l'implantation d’un observatoire dans la cour de récréation avec la présence d’une coupole abritant un télescope de la Société astronomique de France : elle propose alors de nombreuses activités d’éveil scientifique à ses élèves durant cette période. En 1986, c'est le passage de la comète de Halley, toutes les activités pédagogiques de cette année scolaire vont tourner autour de l’astronomie et aboutir à la compilation d'un ouvrage unique, L'Année de la comète, qu'elle présente en 1997 aux fondateurs de La main à la pâte : Georges Charpak, Yves Quéré et Pierre Léna. Le physicien Yves Quéré lui propose alors de participer à l’élaboration de l’ouvrage collectif La main à la pâte, ainsi qu'au jury du Prix du même nom créé par l'Académie des sciences.

## Bibliographie

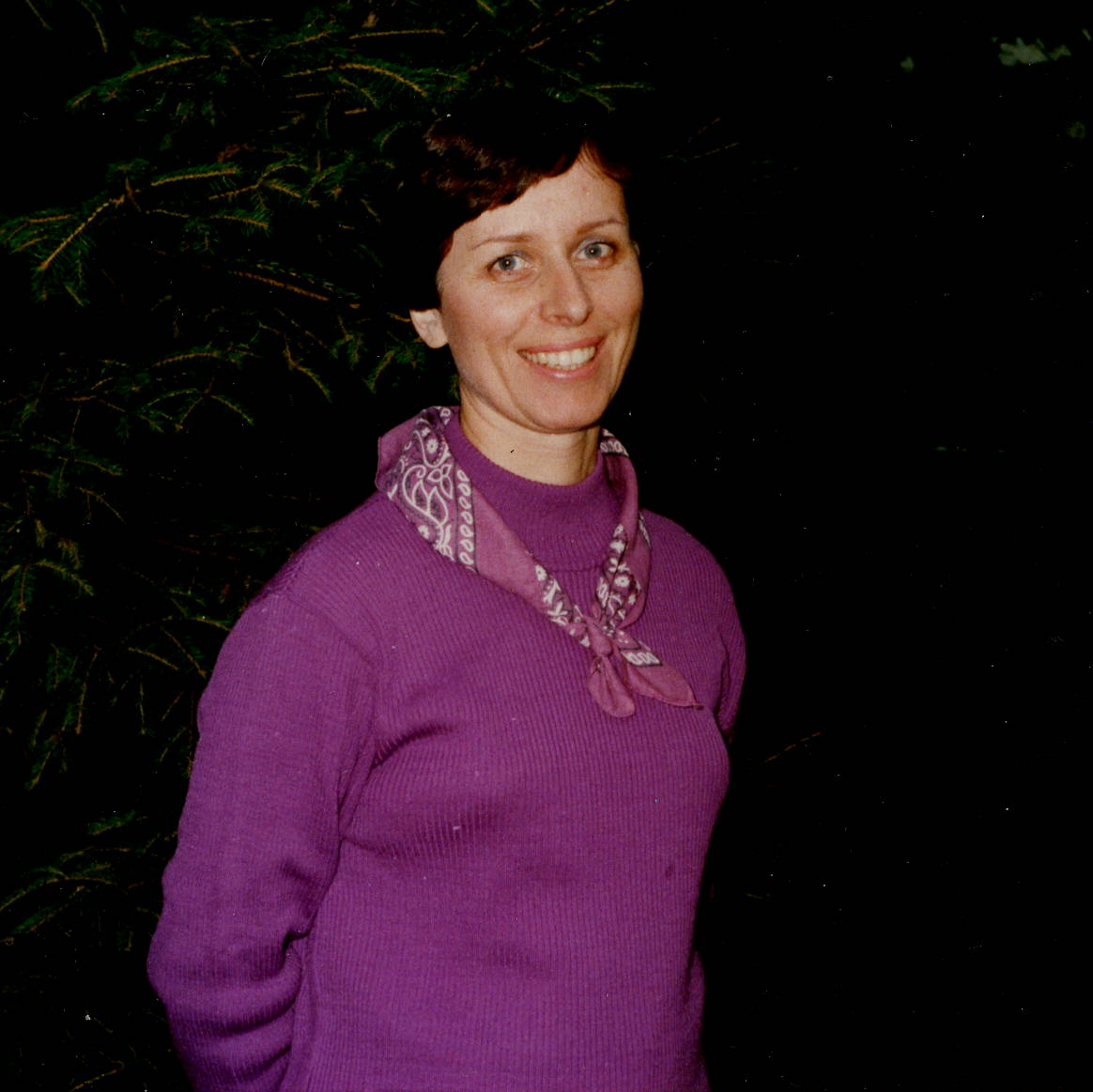
Mireille Hartmann Hibon

## Autres publications
- "La Physique peut commencer à l’école maternelle", Bulletin de l’Union des Physiciens,1991.
- "Il était une fois les constellations", bulletin du Comité de Liaison Enseignants Astronomes, 1991.
- "Un cadran solaire original", L’Astronomie (revue de la Société Astronomique de France)
- "Eclipse 99 : deux minutes d’éternité",  L’Astronomie (revue de la Société Astronomique de France), 1998.
- "Sur les pas d’Eratosthène", site la main à la pâte, 2002.
- "Transit de Vénus pour astronomes en culottes courtes", site la main à la pâte, 2004.
- "Ronds de soleil sous les arbres ; Solstice d’été à la Grande Bibliothèque d’Alexandrie", site la main à la pâte, 2006.
- "S’émerveiller devant l’Univers", site la main à la pâte, 2007.
- "Jeux de lumière et d’ombre avec le astres", site la main à la pâte, 2008.
- "Qu'est-ce qui tourne? Autour de quoi ? (Explorer le ciel est un jeu d'enfant)", site la main à la pâte, 2009.